# Primera Apologia de Justí Màrtir
La Primera Apologia fou un escrit antic d'apologètica cristiana escrit per Justí Màrtir a l'emperador romà Antoní Pius, als seus fills, i al Senat romà, fou escrit en els anys 150 – 155.
L'apologia esmenta assumptes sobre la celebració de la litúrgia, l'Eucaristia i sobre la reunió i adoració els diumenges (capitul 66, 67). També descriu costums com el baptisme.
A més Justí Màrtir esmenta algunes importants profecies sobre Jesús que estan en l'Antic Testament capítols (31, 32, 41, 48).